# Velsen

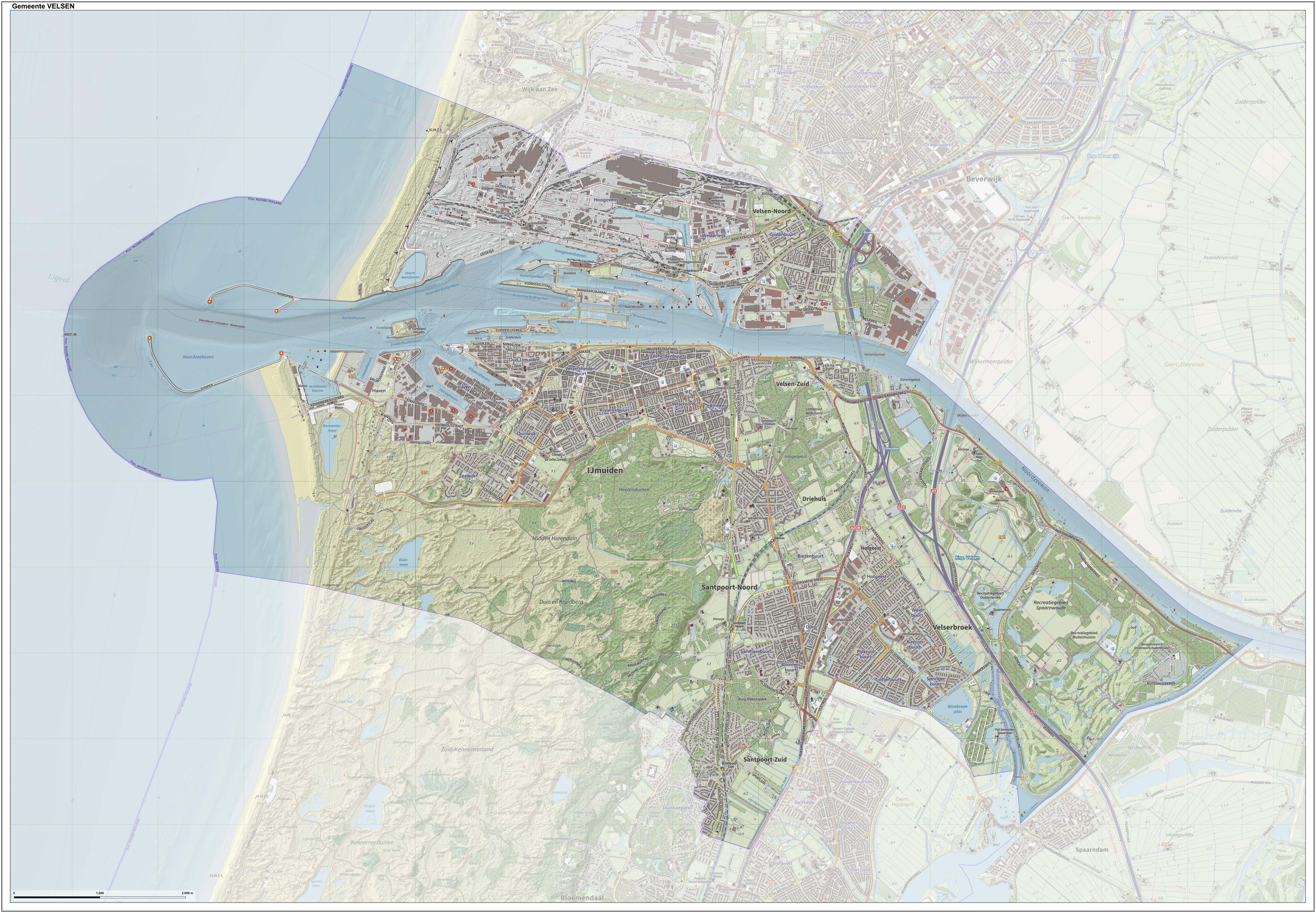
Topografische gemeentekaart van Velsen, per juni 2023

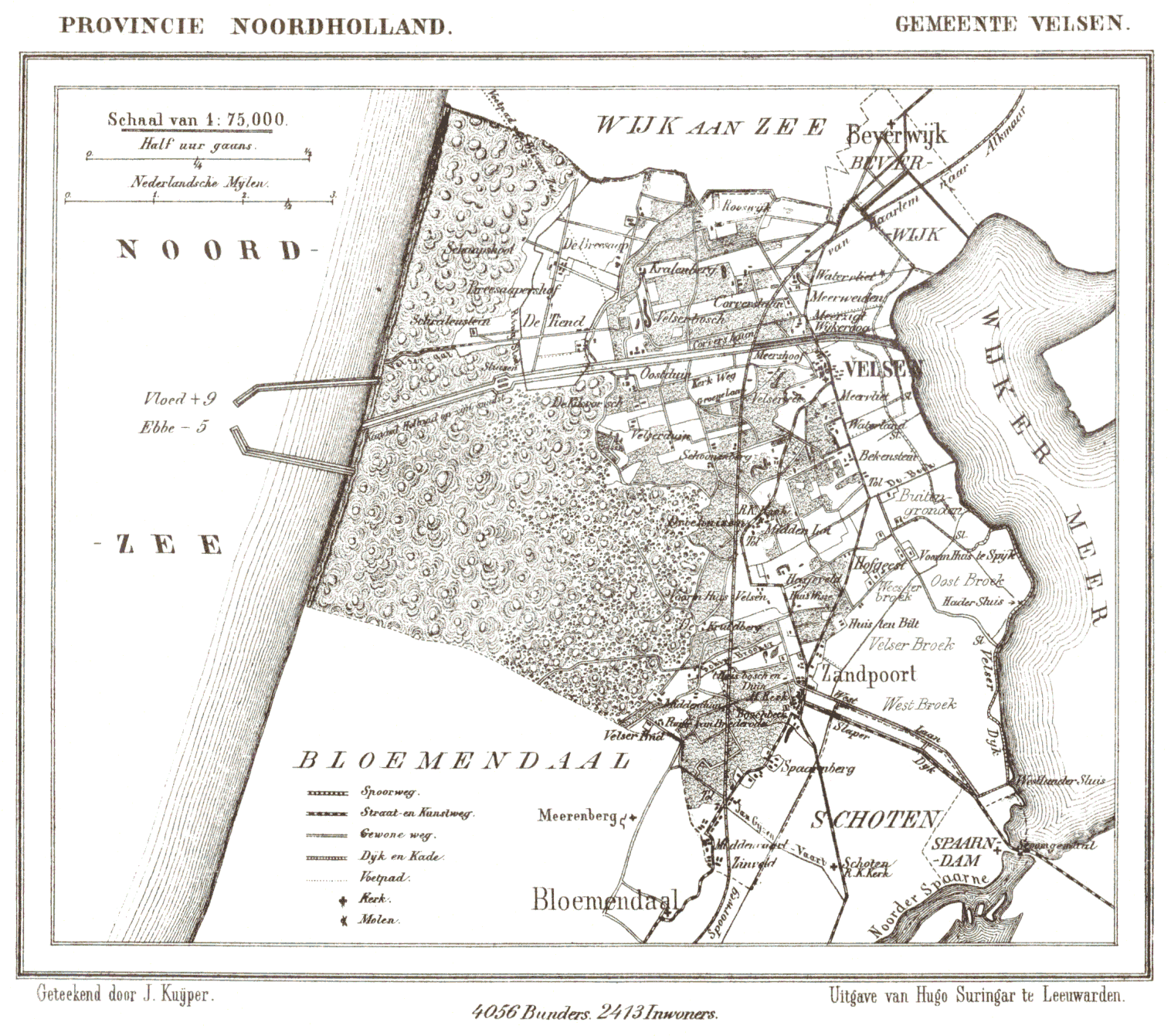
Kaart van de gemeente Velsen uit 1866.

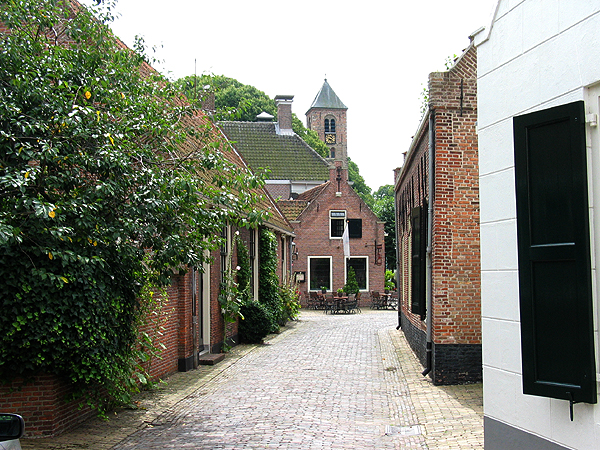
Het oude dorp Velsen-Zuid, met de toren van de Engelmunduskerk.

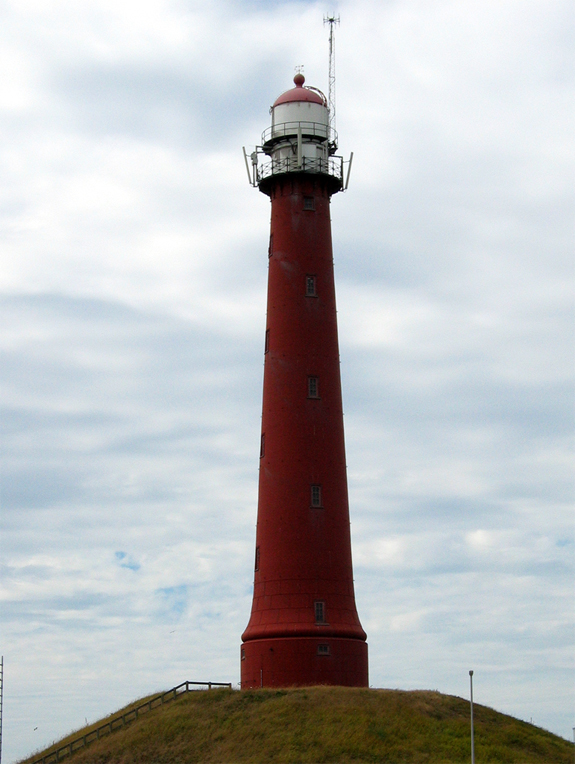
De hoge vuurtoren van IJmuiden.

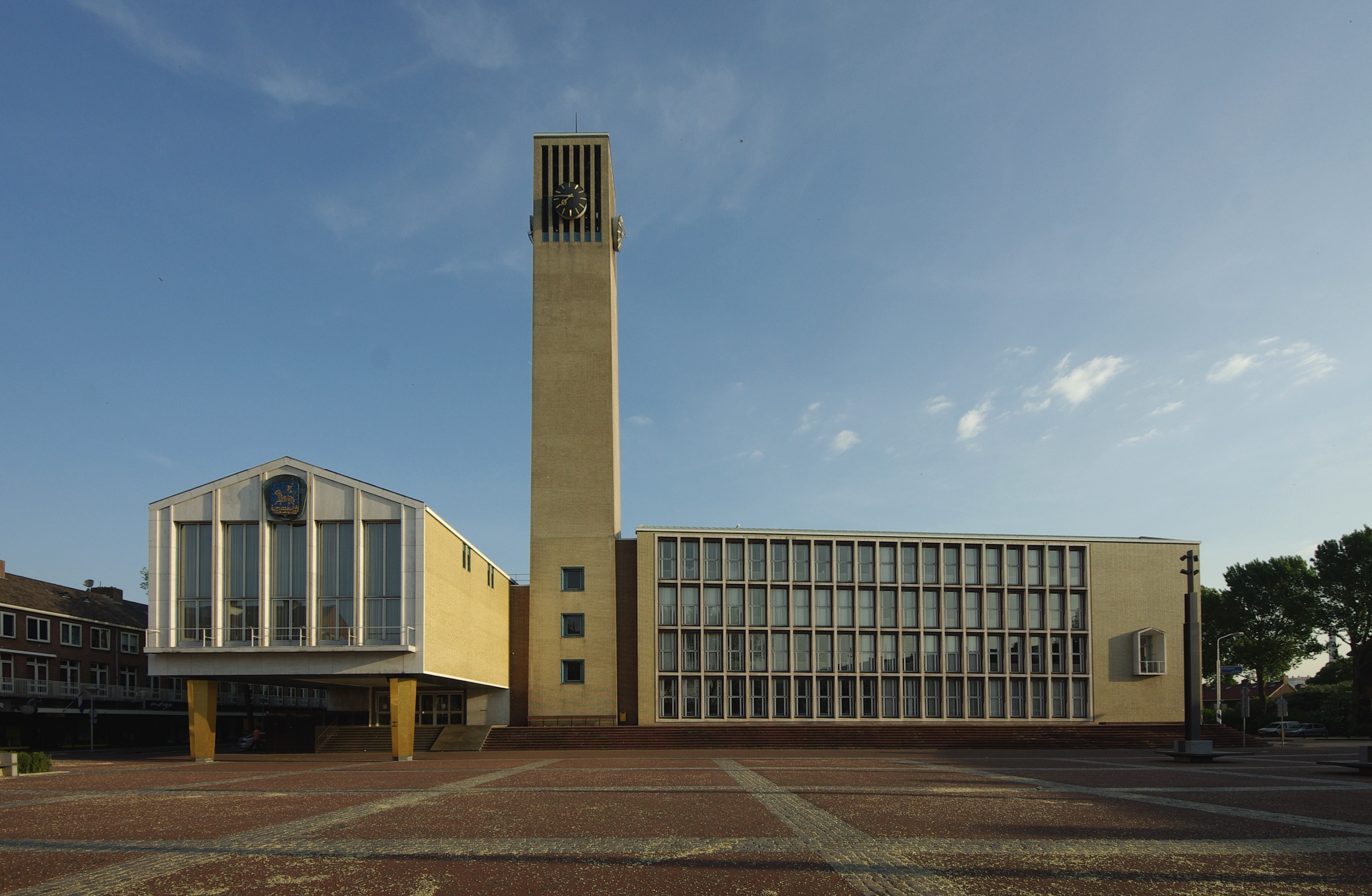
Het Raadhuis van Velsen te IJmuiden, ontworpen door Willem Dudok.

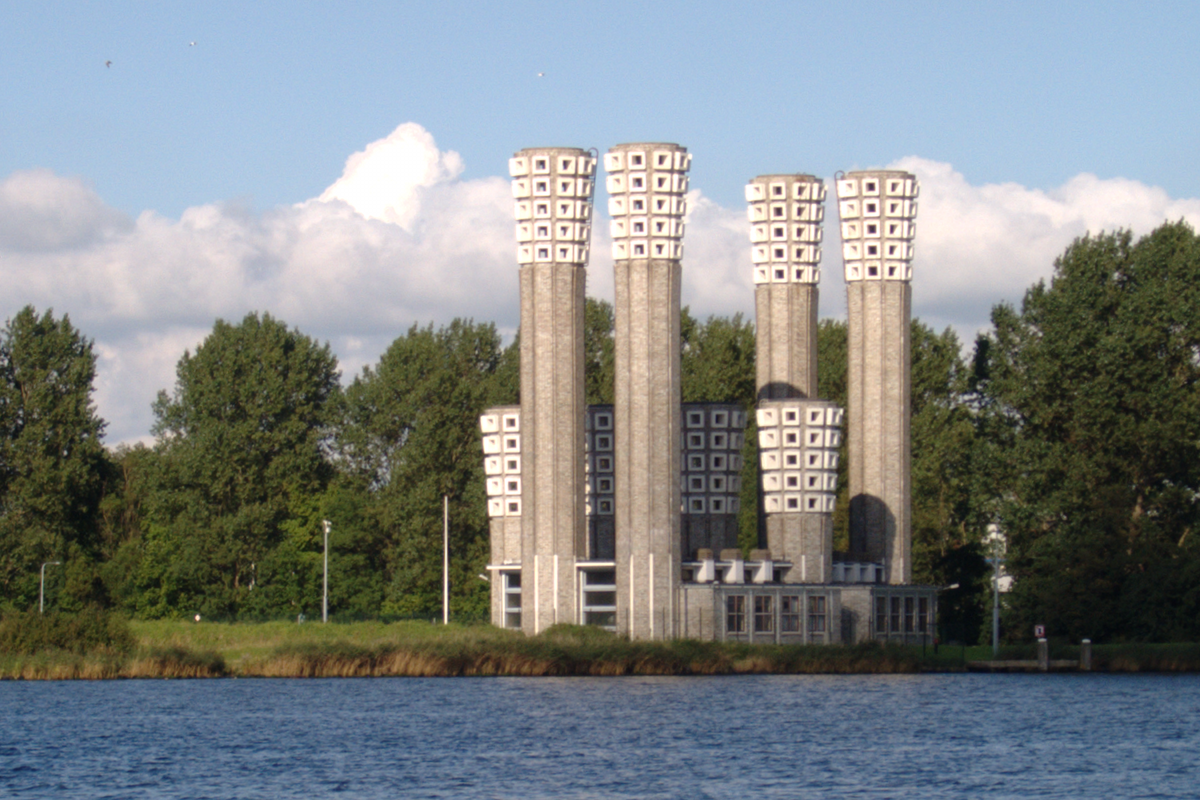
Ventilatiegebouw Velsertunnel.

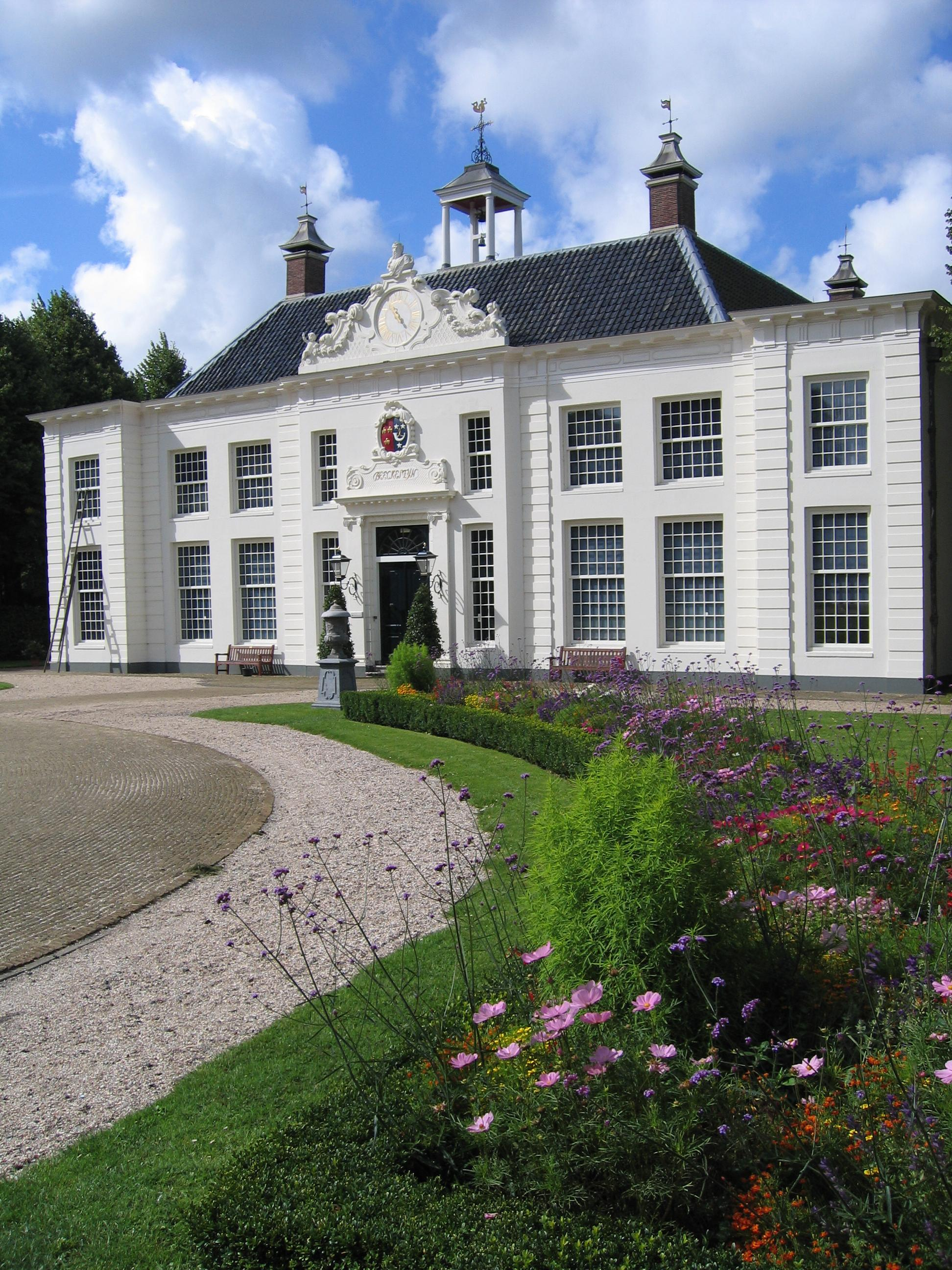
Landgoed Beeckestijn.

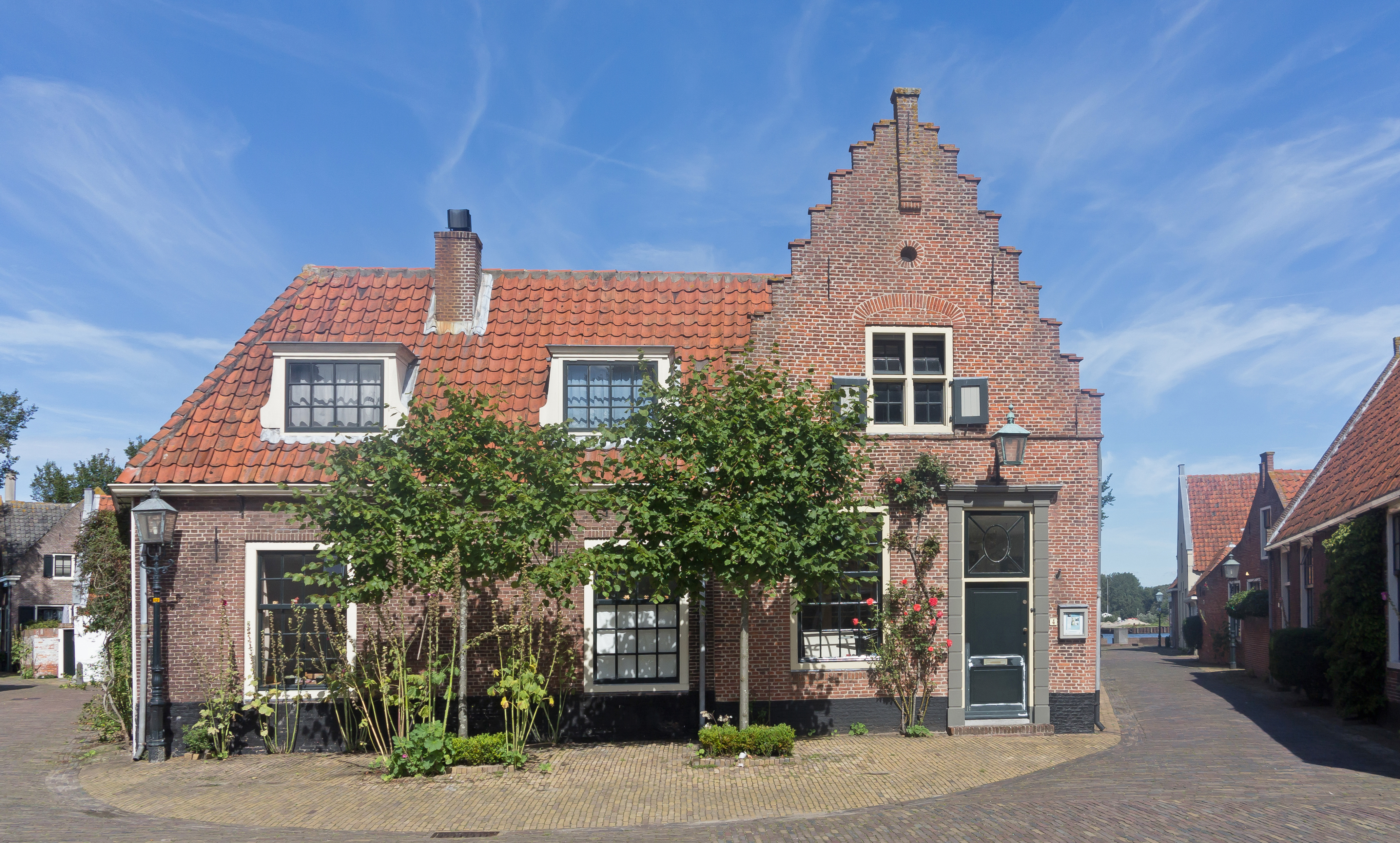
Velsen, monumentaal pand aan de Torenstraat

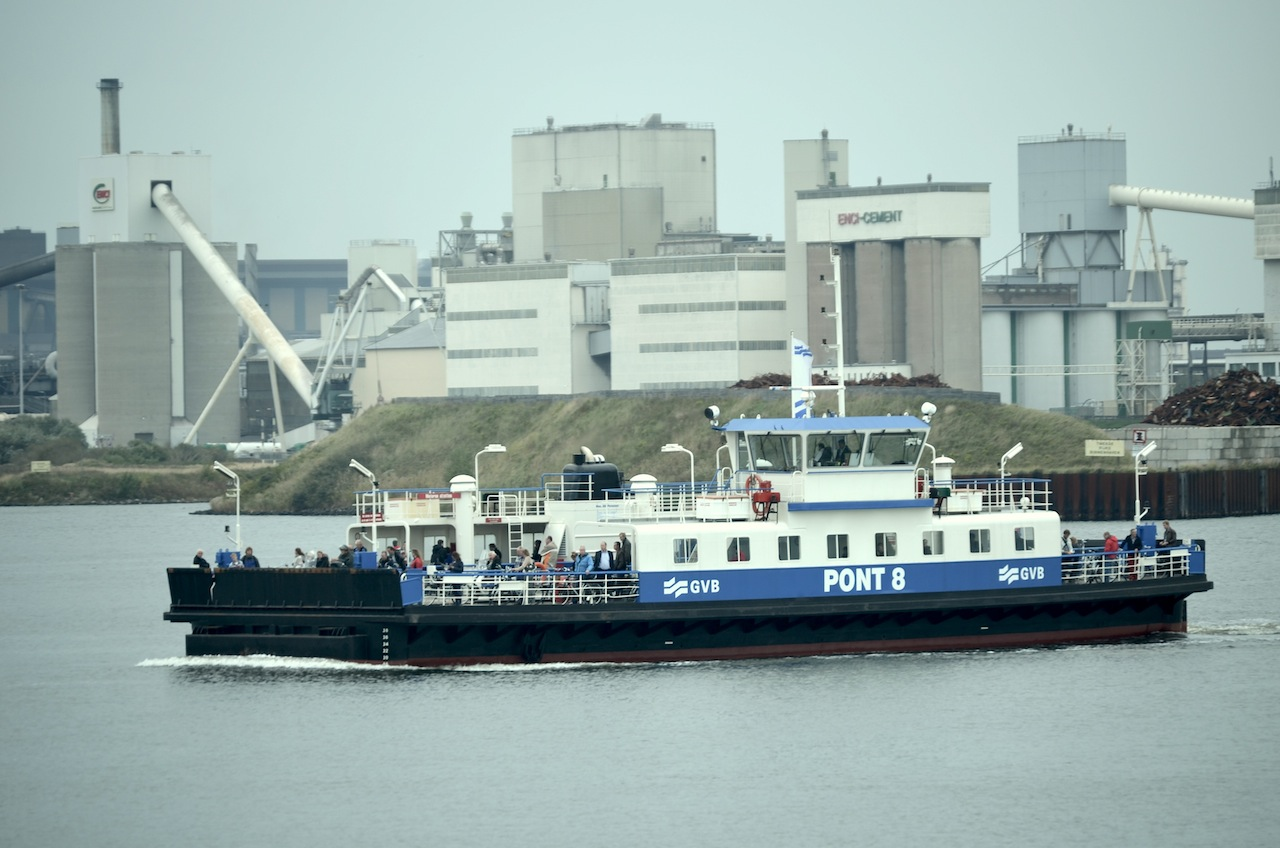
GVB Pont 8 op het Noordzeekanaal bij Velsen.

Velsen (uitspraakⓘ) is een gemeente in de IJmond-regio (Midden-Kennemerland), in de provincie Noord-Holland. De gemeente telt 69.241 inwoners (22 november 2024) en heeft een oppervlakte van 52,87 km² (waarvan 6,30 km² water). De gemeente Velsen bevat de plaatsen Driehuis NH, IJmuiden, Santpoort-Noord, Santpoort-Zuid, Velsen-Noord, Velsen-Zuid en Velserbroek.

## Geschiedenis

### Prehistorie
De eerste cultuursporen binnen de gemeentegrenzen zijn gevonden bij het uitgraven van de Westbroekplas te Velserbroek en betreffen die van mensen van de zogenoemde midden- tot laatneolithische Vlaardingencultuur (ca. 3500–2500 v.Chr.) 
Uit wat latere tijd zijn in de Velsense omgeving resten van de enkelgrafcultuur (ca. 2600 v.Chr.) gevonden. Het oude dorp Velzen, thans Velsen-Zuid  ligt zelf niet op een strandwal, maar op een oeroude strandvlakte. De bewoonbare en inderdaad herhaaldelijk bewoonde strandwal ligt zo'n 400 m. westelijker. Tot de oudste archeologische vondsten behoort eveneens een grafheuvel uit de Late Steentijd (ca. 2000 v.Chr.), eertijds opgeworpen in een kweldergebied met riet- en veenmoerassen tussen de oude duinen die werd aangetroffen bij Westlaan-Noord te Velserbroek. Een tweede grafheuvel op dezelfde plek, aangelegd voor een leidersfiguur stamt uit de Midden-Bronstijd (1400–1200 v.Chr.). Deze heuvel bevatte gouden sieraden, een bronzen pronkbijl en resten van een bronzen zwaard. De mannelijke overledene van wie  het lijksilhouet nog zichtbaar was, lag begraven bovenop een omgekeerde houten bekisting. 
Tussen Rijkswegen A9 en A22 bij Velsen groef men de restanten van twee houten Midden-Bronstijd-boerderijen (ca. 1400–1000 v.Chr.) op. Zij waren beide 20 m. lang en 6–7 m. breed en bestonden uit een woon-, werk- en stalgedeelte en lagen ooit aan de westoever van het Oer-IJ. Bij de opgravingen werden onder meer aardewerk, botten en schelpen gevonden. 
Andere Bronstijdsporen (vanaf 2000 v.Chr.) werden ontdekt (AWN, 1967–1970) aan de noordwestzijde van het dorp Velsen. Dit betrof aardewerk van zowel de Hilversumcultuur als de Wikkeldraad-cultuur, alsook barnstenen kralen. In 1979 werd tussen het oude dorp Velsen en het westelijk gelegen pontveer aan het kanaal deze [Hilversum]-laag weer aangegraven. Het resultaat was enkele aardewerkscherven, vier vuursteenafslagen en een bronzen ring. In Driehuis, tussen sportterrein Waterloo en de Driehuizerkerkweg, vond men op een lage zandrug een kleine boerenhoeve van veehouders uit de Brons-/IJzertijd, ca. 1000-800 v.Chr. Vondsten daarbij betroffen een aconische pot, kom met ringoortje, een handgevormde, hard gebakken pot met stafband en nagelindrukken bij de schouder, drie vuurstenen spitse werktuigjes, ijzerslak en bot van hert. 
Keerploeg-voren op akkers uit de vroege IJzertijd (ca.800-500 v.C.) zijn ontdekt in de zandige ondergrond nabij het voormalige station IJmuiden-Oost. Zuidelijk langs het kanaal in IJmuiden op oud heideduinzand werd bodembewerking geconstateerd in de vorm van omgekeerde grasplaggen over stuifzand.
Prehistorische agrarische bewoning en ijzerbewerking in het gebied is voorts bewezen door onder andere de vondst van het uiteinde van een uit leem gebakken blaaspijp en stukken ijzerslak bij het Spanjaardsbergje (een voormalige zandheuvel die deel uitmaakte van een grotere zandrug met ingesloten zoetwaterbel) bij de Cremerlaan in Santpoort-Noord (ca. 400 v.Chr.) en van ijzerslakken samen met IJzertijd-scherven gevonden op het Hoogoven-terrein. Op het Spanjaardsbergje bleken zes à zeven cultuurlagen (Late IJzertijd-Romeinse Tijd, 400 v.Chr.-300 na Chr.) boven elkaar te liggen, gescheiden door lagen stuifzand. Men gebruikte hier de spinklos en het weefgetouw, smolt en smeedde ijzeroer tot messen of ploegscharen en bereidde zeezout. 
Ter hoogte van de spuisluizen bevond zich een cultuurlaag met aardewerkscherven uit de Midden-IJzertijd (500-250 v.C.) en een boerderijstructuur met akkerlagen met keerploegsporen aan de Lagersstraat uit dezelfde periode. Een zone ten noorden van de Tweede en Derde Rijksbinnenhaven bevat tientallen hectares akkercomplexen en meerdere daarbij horende boerderijplattegronden uit de IJzertijd en Romeinse Tijd.  
Een zeldzame offercultusplaats (vanaf 6e/7e eeuw v.Chr.) op een zandrug die ook dierenpootafdrukken en karrensporen bevatte, alsook veel (edel-)metalen voorwerpen in het zand erbij uit de Late IJzertijd / Romeinse Tijd (ca. 400 v.Chr.-400 n.Chr.) bevond zich in de zuidwestelijke hoek van de huidige Hofgeest nabij Santpoort en Velserbroek (vindplaats B6). Uit ruwweg dezelfde periode komt ook een boerennederzetting uit Velsen-Noord bij Rooswijk. Bij de Van Lenneplaan/Doodweg te Driehuis lag een crematiegraf (ca. 500 v.Chr.) in de vorm van een Harpstedt-achtige urn voorzien van een schoteldeksel. Daarbij een spinklosje van aardwerkscherf gemaakt. Uit dezelfde omgeving stammen voorts vondsten als een vuurstenen sikkel, bewerkt hertshoorn en aardewerk (5e-4e eeuw v.Chr.) 
Een eikenhouten werphout voor de jacht werd te Velsen-Noord/Rooswijk gevonden en gedateerd op ca. 470 v.Chr. Op een terrein aan de Spaarnestraat in IJmuiden vond een archeoloog aardewerkscherven uit ca. 350 v.Chr. Er lag daar in die periode een moerassige vallei ('saap') waardoorheen een smalle, droge duinrug liep waar begroeiing was weggekapt en ondergespit. Op het terrein van Tata Steel vond men een hurkgraf uit de derde eeuw v.Chr. Resten van een woning uit ca. 200 v.Chr. werden gevonden in IJmuiden-Oost, grens Heerenduinweg-Maasstraat. Hier lag een (natte) vallei. Op het voormalige Hoogoventerrein kwam uit een akker een te klein kuilgraf tevoorschijn met het skelet van een vrouw uit de periode 174-19 v.Chr.; eroverheen kwam een andere akker. In de nabijheid bevond zich een drieschepig woonstalhuis. Resten van een inheemse boerderijennederzetting uit 250 v.Chr. - 12 na Chr. werden gevonden op het terrein van de voormalige Theo Thijssenschool aan de Lagerstraat in IJmuiden. Er werden brokken maalsteen, ca.500 handgevormde scherven, lichtgebakken van inheems aardewerk, dierenbotten, paalkuilen en een pot met rode stof (waarschijnlijk oker) gevonden. Verder keerploegsporen op akkers uit de 2e -3e eeuw n.C., greppels en waterputten van voor de duinstreek (ook in Castricum gevonden) kenmerkende stapelingen van grote, bodemloze potten als waterput in het zand. Inheems-Romeinse sporen werden ook in de omgeving aangetoond.

### Romeinse tijd
Door de Romeinen werden vanaf 14/15-28 n.Chr. respectievelijk 39/40-47 n.Chr. twee met spitsgrachten omringde en met palenrijen afgezette militaire tentenkampen gesticht alsook een verdedigbare haven met kades, pieren en zelfs rechthoekige scheepsonderkomens aan het toenmalige Oer-IJ (huidige locatie: Spaarnwouderpolder aan het Noordzeekanaal tussen Velsertunnel en Wijkertunnel, nabij het vuilverwerkingsbedrijf). Deze havenfortificaties (archeologisch voorheen bekend als castella Velsen I en II) heetten beide mogelijk Flevum. Het tweede kamp wordt heden echter veel groter geacht dan voorheen werd aangenomen en zal het noordelijkste Romeinse castrum aan de limes zijn geweest. Misschien niet toevallig bevond zich in de buurt al een belangrijke eeuwenoude inheemse (Friese) offerplaats bij het huidige Velserbroek, vindplaats B6, hoek Hofgeest, Santpoort-Velserbroek. 
Velsen I werd belegerd door Friezen tijdens de Friese opstand tegen de te hoge belastingen van gouverneur Olennius in 28 n.Chr. Vervolgens is Velsen II als castrum gebouwd tijdens nieuwe campagnes en bij één daarvan op last van keizer Claudius verlaten rond 47 n.Chr. Er zijn zwarte scherven van versierd aardewerk gevonden die prof. Bosman toewees aan de Chauken. Vondsten uit Velsen I, als Romeinse loden slingerkogels, verwijzen naar strijd. Prof. Bosman meldde ook een slingerkogelvondst vanuit elders in Noord-Holland. Voorts werden militaire kleine vondsten (o.a. bronzen harnasplaatjes en paardentuigdecoraties) en Romeinse scherven aangetroffen bij de bouw van de Velsertunnel, alsook enkele 'terra sigillata'-scherven uit de ringgracht van de Ruïne van Brederode te Santpoort. Deze laatste kunnen zijn meegevoerd door inheemse bewoners als curiositeit uit de (verlaten?) Romeinse havenkampen. Een belangrijke vondst uit fort Velsen I betrof een waterput waarin enkele lichamen, onder meer dat van een Romeinse officier voorzien van een dolk, waren gedumpt onder een stapel veldkeien. Het feit dat rijk versierde wapenonderdelen op het skelet aanwezig waren, lijkt te wijzen op een haastige 'bijzetting' door Romeinen zelf; Friese vijanden zouden die wel hebben meegenomen. Een andere put bevatte een paardenskelet, wat kan wijzen op opzettelijke vergiftiging van het drinkwater. Een dergelijke vorm van vergiftiging van het drinkwater hier wordt ook vermeld door de Romeinse historicus Tacitus en ook in een Romeins fort in Duitsland (ten tijde van generaal Drusus) is opzettelijke putvergiftiging d.m.v. dierenkadavers bij het verlaten van de locatie geconstateerd. De militaire havens vormen de meest noordelijke verdedigingspunten aan de zogenaamde Romeinse limes die bekend zijn. Verwacht kan niet worden dat nabij de plaats waar het Oer-IJ uitmondde in de Noordzee (nabij Castricum), de Romeinen eveneens een versterkte plaats zullen hebben gehad teneinde de vaak zeerovende Chauken buiten hun inlandse vaarroute te houden, want dat gat moet al (zo goed als) gesloten zijn geweest voor de Romeinen hier kwamen, zoals bleek uit geologisch onderzoek in de duinen bij Schoorl. Enkele honderden meters noordoostelijk van het nieuwe pompstation (ter hoogte van het 17e-eeuwse landgoed 'Westerhout') werd door AWN-Werkgroep Hoogovens, Sandra Vons-Comis) in januari 1979 een 10 cm. dikke humuslaag en twee greppels uit de Romeinse tijd opgegraven. Onderin in een der greppels lag een inheemse ('Friese') scherf. Vindplaats B6 op de Hofgeest te Velserbroek leverde als zandrug in omringend drassig veen en als offerplaats o.a. ook Romeinse vondsten als munten, wapens en fibulae (mantelspelden) op. Akkers met sporen uit de Romeinse Tijd en Middeleeuwen (kam, munt, gebouw met haardplaats uit begin 9e eeuw) bevonden zich ook nabij het hoofdkantoor van Tata Steel (voorheen Hoogovens en Corus).  Romeinse voorwerpen zoals speelschijfjes waren ook aanwezig op het voormalige buiten 'Rooswijk' in Velsen-Noord. Bij de voormalige Halte Zeeweg te IJmuiden kwam Germaans/Fries (Westergo), handgevormd aardewerk tevoorschijn uit de 1e eeuw n.Chr.. Een beekbedding uit de 2e eeuw n.Chr. ontdekt op het oude Hoogovens-terrein bevatte op de bodem vele takkenbundels, mogelijk ter aanpassing van de stroomsnelheid en/of de waterhoogte.  Romeinse vondsten zijn ook gemeld  van het terrein ten westen van de Duin- en Kruidbergerweg, op de grens van Santpoort en Driehuis alsook  in volkstuintjes langs het voormalige spoor tussen IJmuiden en Driehuis, ter hoogte van park Schoonenberg.

### Middeleeuwen
Uit de vroege Middeleeuwen dateert een nabij de huidige Spaarnestraat mogelijk aanwezige ringwalburcht ter verdediging van aanvallen vanuit zee. Zeventien gouden munten daterend uit 500-575 n.Chr. zijn in 1866 gevonden ter hoogte van de Kleine of Zuidersluis. Zij bleken geslagen in Trier, Zuid-Frankrijk, Hongarije en Constantinopel. Volgens een theorie behoorden zij aan een Friese krijger als huurling teruggekeerd uit b.v. Merovingische krijgsdienst in Frankrijk. De muntschat (op vier vermiste munten na) bevindt zich nu in het Geldmuseum, Utrecht. In de 8e eeuw n.Chr. maakte het gebied rond Velsen deel uit van de streek Kinhem, nu Kennemerland, in Frisia Ulterior. Het vormde de grens tussen de Germaans-heidense Friezen onder koning Radbo(u)d (veste aan het IJsselmeer in Medemblik) en de reeds christelijke Franken in het zuiden. Onder de bescherming van de laatsten en na de dood van Radbo(u)d (midden-719) stichtte de Angelsaksische Benedictijner monnik en prediker Wynfreth (vanaf 719 door de paus tot Bonifatius herbenoemd) volgens de annalen in 720-721 op een zandhoogte een houten kerkje gewijd aan de apostel Paulus in de buurt, vlak achter de lage kwelder- en waddenkust. De juiste locatie ervan is feitelijk onbekend, want onder de huidige vroegmiddeleeuwse, tufstenen, Laat-Romaanse Engelmunduskerk te Oud-Velsen is geen ouder gebouw van hout ontdekt, maar wel een Karolingisch grafveld daar vlakbij. Het kerkje vormde een vooruitgeschoven missiepost. Het werd de mater (moederkerk) van o.m. kerken in Haarlem, Heemskerk en Assendelft. Uit b.v. Karolingisch en Merovingisch aardewerk (400/600-900 n.Chr.) gevonden op tuinderijen ten noorden van Heemskerk en uit de aanwezigheid van enkele grote boerderijen (500-800 n.Chr.) in de vlakke duinen van Groot Olmen bij Overveen blijkt dat er toen aanzienlijke Friese bewoning in de streek was.
Bonifatius bereikte Velsen via Woerden en Attingahem aan de rivier de Vecht over het Almere en het Oer-IJ. Dit eerste kerkje en bijbehorende landerijen schonk de Frankische vorst Karel Martel aan Willibrord, dan 'bisschop der Friezen' in Utrecht. De nederzetting heette vanaf deze periode Felison (ca. 722) dan wel Vellesan voor 989) of Vellesen (voor 993) volgens documenten onder andere uit het Willibrordklooster te Echternach, Luxemburg. Deze naam kan afgeleid zijn van een rond ca. 722 overgeleverde rivier- of beeknaam:  (fluvius) Velisena (met mogelijke betekenis:'vaal/bruinig water'). Enkele Laat-Merovingische kleinvondsten stammen uit opgravingen verricht vanaf 1957 op de plaats waar de Wijkertunnel werd aangelegd. Ook ten westen van de Engelmunduskerk lag een Merovingisch grafveldje. Uit ca. 900 stamt een graf van twee met kralen getooide mensen – aanvankelijk ten onrechte geïnterpreteerd als een Vikingengraf – in de duinen dat werd gevonden bij de aanleg van de eerste zuidwestelijke sluis.
In de Middeleeuwen wordt de aloude dorpsnaam al (Velson (1083); Velsen (1112): Felsen (1329; 1517); Felsoen (ca. 1490)) of niet (Velesan (1065)) vereenvoudigd gebruikt naast een nieuwe: Velsereburg (1063); Velsereburch (1148); Velserburg (1156). Het element -burg moet een dialectvorm van berg met de betekenis van heuvel, (zand-)hoogte, bouwsel op een hoogte zijn, aldus verwijzend naar de hoogte waarop de oude Engelmunduskerk is gebouwd. Het toponiem De Burg bij het West-Friese Berkhout in Noord-Holland is er qua betekenis goed mee te vergelijken: daar is archeologisch nooit een burcht aangetoond! De lokale naam Schulpenpad voor Schelpenpad (gelegen in de Breesaap ten noorden van het Noordzeekanaal bij Velsen) geeft evenzo een wisseling van de vocalen - e - en - u - in gesloten lettergreep weer. Tussen de Petrakerk aan de Spaarnestraat en de Lange Nieuwstraat zijn in het duinzand de resten van een middeleeuwse boerderij met onder andere een waterput, stenen kelder en maalsteen ontdekt. De Heerenduinen bij Velsen vormden jachtgebied voor de heren van Brederode (kasteelruïne bij Santpoort-Zuid) die soms werden begraven in de Engelmunduskerk in een eigen kapel. In de 16e eeuw viel Velsen onder het baljuwschap Brederode. Boerderij 'Slingerduin' aan Zeeweg 260 (hoek Heerenduinweg) in IJmuiden-Oost stamt uit de 17e-19e eeuw en bevat een hogerliggend woonhuis en lager achterliggend staldeel. Op dezelfde plaats stond al een 'hofstede' uit de 16e eeuw.

### Nieuwe tijd
Het dorp Velsen was in de 17e en 18e eeuw vooral bekend om zijn boomgaarden, met name kersenboomgaarden. In de omgeving van Velsen werden langs de oevers van het Wijkermeer diverse landgoederen aangelegd door rijke Amsterdammers. Het in oude staat gerestaureerde Beeckestijn is hiervan een fraai voorbeeld, voorts ook Waterland, huis te Velserbeek, het verdwenen Schoonehuys op het huidige sportpark Schooneberg en Westerhout.
Het Noordzeekanaal werd in de jaren zeventig van de 19e eeuw gegraven ten behoeve van de Haven van Amsterdam. Voor die tijd was er een aaneengesloten heide- en duingebied, bekend als de Breesaap (> bree-saap = 'breed moerassig gebied'), een naam die nog verwijst naar het terrein waar de TATA Steel-fabrieken in Velsen-Noord liggen. Langs het kanaal ontstond vanaf het eind van de 19e eeuw IJmuiden als vissers- en havenstad.

## Kernen
Driehuis, IJmuiden (stadhuis), Santpoort-Noord, Santpoort-Zuid, Velsen-Noord, Velsen-Zuid, Velserbroek.

## Aangrenzende gemeenten
| Aangrenzende gemeenten | Aangrenzende gemeenten | Aangrenzende gemeenten | Aangrenzende gemeenten | Aangrenzende gemeenten |
| ---------------------- | ---------------------- | ---------------------- | ---------------------- | ---------------------- |
|                        |                        | [ Beverwijk            |                        | Zaanstad               |
|                        |                        |                        |                        |                        |
|                        |                        |                        |                        |                        |
|                        |                        |                        |                        |                        |
| Bloemendaal            |                        | Haarlem                |                        | Haarlemmermeer         |

## Sport en recreatie
Door de dorpen Driehuis, Velsen-Noord en Velsen-Zuid loopt de Europese wandelroute E9, ter plaatse ook Noordzeepad of Hollands Kustpad geheten.
Het grootste deel van recreatiegebied Spaarnwoude ligt in de gemeente Velsen. Ook het Nationaal Park Zuid-Kennemerland ligt deels in Velsen.
Verder liggen in Velsen de parken Burgemeester Rijkenspark in Santpoort, dat het terrein van het voormalige Landgoed Spaarnberg behelst. In IJmuiden vindt men onder andere het Stadspark.
Velsen is de vestigingsplaats van de eredivisieclub Telstar.

## Economie
Velsen kent een vestiging van staalproducent Tata Steel. Mede hierdoor is de uitstoot van broeikasgassen per vierkante meter in Velsen 42 keer groter dan gemiddeld in Nederland, en heeft Velsen de hoogste uitstoot per vierkante meter van alle gemeenten.

## Politiek en bestuur

### Gemeenteraad
De gemeenteraad van Velsen bestaat uit 33 zetels. Hieronder staat de samenstelling van de gemeenteraad sinds 1998:
| Gemeenteraadszetels   | Gemeenteraadszetels | Gemeenteraadszetels | Gemeenteraadszetels | Gemeenteraadszetels | Gemeenteraadszetels | Gemeenteraadszetels | Gemeenteraadszetels |
| Partij                | 1998                | 2002                | 2006                | 2010                | 2014                | 2018                | 2022                |
| --------------------- | ------------------- | ------------------- | ------------------- | ------------------- | ------------------- | ------------------- | ------------------- |
| Velsen Lokaal         | 7                   | 14                  | 3                   | 5                   | 6                   | 6                   | 7                   |
| D66                   | 2                   | 1                   | 2                   | 5                   | 6                   | 4                   | 6                   |
| VVD                   | 7                   | 5                   | 5                   | 5                   | 4                   | 4                   | 4                   |
| LGV                   | -                   | -                   | 3                   | 4                   | 4                   | 4                   | 3                   |
| GroenLinks            | 3                   | 2                   | 2                   | 3                   | 1                   | 3                   | 3                   |
| PvdA                  | 7                   | 5                   | 8                   | 5                   | 3                   | 3                   | 3                   |
| CDA                   | 5                   | 5                   | 4                   | 3                   | 3                   | 3                   | 2                   |
| Forza! IJmond         | -                   | -                   | -                   | -                   | 2                   | 3                   | 2                   |
| Forum voor Democratie | -                   | -                   | -                   | -                   | -                   | -                   | 2                   |
| ChristenUnie          | 1                   | 1                   | 2                   | 1                   | 1                   | 1                   | 1                   |
| SP                    | -                   | -                   | 4                   | 2                   | 3                   | 2                   | -                   |
| Totaal                | 33                  | 33                  | 33                  | 33                  | 33                  | 33                  | 33                  |

### College
Het college van burgemeester en wethouders van Velsen bestaat uit:
- Burgemeester: F.C. Dales
- Wethouders:
  - N. Korf (VL)
  - S. Smeets (D66 Velsen)
  - J. Verwoort (VVD)
  - S. Dinjens (GL)
  - G. Nijemanting (CDA)
- Secretaris: D. Veurink

### Stedenbanden
Velsen heeft sinds 23 september 1976 een stedenband met de volgende steden:
- Galle (Sri Lanka)
- Bergisch Gladbach, (Duitsland)

## Monumenten
In de gemeente zijn er een aantal rijksmonumenten, gemeentelijke monumenten, en oorlogsmonumenten, zie:
- Lijst van rijksmonumenten in Velsen
- Lijst van gemeentelijke monumenten in Velsen
- Lijst van oorlogsmonumenten in Velsen
- Beeckestijn

## Cultuur
De geschiedenis van Stadsschouwburg Velsen begon in het jaar 1938. In eerste instantie was het een bioscoop. In 1950 werd deze verbouwd tot een volwaardige schouwburg. Dertien jaar later kocht de gemeente Velsen het theater dat in het vervolg Stadsschouwburg Velsen werd genoemd. In 1988 was er weer een grote verbouwing. De programmering van het theater is veelzijdig en bedoeld voor een breed publiek.
Op 1 augustus 2024 sloot Stadsschouwburg & Filmtheater Velsen tijdelijk zijn deuren om ruimte te maken voor een transformatie. Het theater zou worden omgebouwd tot een multifunctioneel cultureel centrum. Naast de grote theaterzaal met 700 zitplaatsen zou er een nieuwe, flexibele 'vlakkevloerzaal' met 200 plaatsen komen, een filmzaal voor 80 bezoekers, drie dans- en muziekstudio's én een sfeervol theatercafé. Als vervanging werd een voormalige tennishal in het havengebied van IJmuiden omgevormd tot het culturele hart voor theater, muziek en film in Velsen: het Haventheater IJmuiden. Het interieur en de theatertechniek komen uit de Stadsschouwburg & Filmtheater Velsen. Het Haventheater biedt plaats aan meer dan 650 bezoekers.

## Kunst in de openbare ruimte
In de gemeente Velsen zijn diverse beelden, sculpturen en objecten geplaatst in de openbare ruimte, zie:
- Lijst van beelden in Velsen

## Geboren in Velsen
- Jacob Hop (1654–1725), diplomaat en thesaurier-generaal
- Willem Boreel van Hogelanden (1800–1883), politicus
- Anna van Gogh-Kaulbach (1869–1960), schrijfster
- Jacob Muller (1889–1980), componist – meestal onder zijn pseudoniem Jack Millar werkzaam
- Karel Niessen (1895–1967), theoretisch natuurkundige
- Simon Warmenhoven (1904-1943), CPN-politicus en verzetsstrijder
- Dora Schrama (1907-1992), sopraan
- Gerrit Toornvliet (1908-1981), predikant
- Adriaan Morriën (1912–2002), dichter en schrijver
- Piet Kraak (1921–1984), voetballer
- Joop Doderer (1921–2005), acteur
- Gerrit Voorting (1923–2015), wielrenner
- Annie Palmen (1926–2000), zangeres
- Joop Wolff (1927–2007), communistisch politicus, verzetsstrijder
- Jan Moraal (1928-1982), schrijver en presentator
- Ko Oosterkerk (1928-2012), schilder en graficus
- Bert Bus (1931–2017), striptekenaar o.a. Archie de man van staal
- Piet van der Kuil (1933), voetballer
- Hans de Boer (1937), politicus
- Cornelis Vreeswijk (1937–1987), Nederlands-Zweeds zanger
- Willem Olsthoorn (1938-2020), modeondernemer
- Loek Dijkman (1942-2024), zakenman en mecenas; ontvanger van een Zilveren Anjer
- Jan Zeeman (1942-2020), zakenman
- Ilja Keizer-Laman (1944), atlete
- Rob Kruisman (1946-2023), bandleider, zanger en multi-instrumentalist
- Wim Serlie (1946), acteur
- Frans van Essen (1948), voetballer
- Jack Spijkerman (1948), presentator, cabaretier, radio-dj
- Chris Bolczek (1948), acteur, zanger, editor
- Pim Fortuyn (1948–2002), politicus
- Cor Dekker (1948–2005), basgitarist van Ekseption
- Peter Jan Rens (1950), presentator, acteur
- Piet Huijg (1951), voetballer
- Eltjo Schutter (1953), atleet
- Arjan van Gils (1955), politiefunctionaris, ambtenaar, bestuurder en politicus
- Anton de Goede (1956), presentator en programmamaker
- Max Verstappen (1957), poppenspeler
- Olga Commandeur (1958), atlete en presentatrice
- Jan Nederburgh (1958), voetballer
- Sonja Oudendijk (1958), beeldhouwer
- Hans van de Ven (1958), sinoloog
- Edwin P.C. Zonneveld (1958), schrijver
- Désirée Bonis (1959), diplomaat, topambtenaar en voormalig Tweede Kamerlid
- Kees Blokker (1960-2023), fotograaf en fotojournalist
- Hendrik Jan Kooijman (1960), hockeyer
- Jan Peter Pellemans (1961), televisiepersoonlijkheid
- Henk Jumelet (1962), politicus
- Annelies Verbon (1962), hoogleraar-internist
- Ingrid Haringa (1964), schaatsster en wielrenster
- Nicole van Kilsdonk (1965), filmregisseuse en scenarioschrijfster
- Marjolein de Jong (1967), softbalster
- Marlies van der Putten (1968), softbalster
- Arie Koomen (1968), stand-upcomedian
- Cees Krijnen (1969), beeldend kunstenaar
- René Bot (1978), voetballer
- Ronny van Es (1978), voetballer
- Hanneke Drenth (1980), actrice
- Robin van Doornspeek (1981), honkballer
- Janna Handgraaf (1981), actrice, theatermaker en poppenspeler
- Lex Gaarthuis (1983), radio-dj
- Hülya Kat (1983), politica
- Charlotte van Gils (1986), snowboardster
- Daniëlle Harmsen (1986), tennisster
- Sharona Bakker (1990), atlete
- Joël Veltman (1992), voetballer
- Lieke Klaver (1998), atlete